# Pweto (territoire)
Le territoire de Pweto est une entité déconcentrée de la province de Haut-Katanga en république démocratique du Congo.

## Géographie
Il est situé au nord-est du Katanga.

## Commune
Le territoire compte une commune rurale de moins de 80 000 électeurs.
- Pweto, (7 conseillers municipaux)

## Secteur et chefferies
Il est divisé en un secteur et trois chefferies. :
- Chefferie Kiona-Nzini
- Chefferie Mpweto
- Chefferie Mwenge
- Secteur Moero

## Localités
Kilwa est la deuxième grande agglomération et est le siège épiscopal de l'évêque du Diocèse de Kilwa-Kasenga, Kilwa dispute la première place pour ce qui est de la population, estimée après l’enrôlement des élections de 2011 à environ 55.000 habitants.
Les autres grandes agglomérations sont Lukonzolwa, première capitale du Katanga, Kasolo, Lwanza, Mukupa, Kankumbwa, Kamakola, Lusalala, Mfune, Mukuba, Mwenshi, Nzwiba, Mutabi, Kasongo-Mwana, Kabangu, Mwenge, Kizabi, Kasama, Kapulo.

## Cours d'eau
Les principales cours d'eau sont la Luvua, abusivement appelée aussi Lualaba dans la contrée, qui déverse après les chutes et les rapides de Katwe-Ngaba et Kapanitono, les eaux du Lac Moero dans le fleuve Congo à Ankoro, Lunkinda, Lukonzolwa, Lwandashi, Kaninango, Lufira, Muntemune, Masenfwe.

## Économie
Jusqu'il y a deux décennies, l'agriculture et surtout la pêche étaient les principales activités des habitants du territoire de Pweto. Les noms des poissons comme Pale, Makobo, Ntembwa et Kisense sont célèbres dans tout le grand Katanga, voire à des milliers de kilomètres, à Kinshasa dans la capitale. La surexploitation au pire moment des années Mobutu a conduit à une diminution plus que sensible de la faune halieutique et à la disparition des plusieurs espèces.
A l’avènement de l'AFDL, en 1997, Anvil Mining Congo reprend à son compte l'ancienne Mine de Dikulushi et des années plus tard, le site de Kapulo, à Pweto.